# Sarró Ferenc
Sarró Ferenc (Királyhegyes, 1946. – Makó, 2019. április) magyar agrármérnök, városi tanácselnök, pedagógus.

## Életpályája
Általános iskolai tanulmányait Királyhegyesen, Maroslelén és Makón végezte el. 1961–1965 között a Makói József Attila Gimnázium diákja volt. 1969-ben diplomázott a Debreceni Agrártudományi Főiskolán, mint agrármérnök. Ezt követően Makón pártbizottsági munkatársként illetve vezetőként dolgozott. 1981-ben a városi tanács elnökhelyettese lett, majd 1984–1990 között Makó tanácselnöke volt. 1990 után a Juhász Gyula Szakközépiskola tanára lett. Emellett elvégezte a Gödöllői Agrártudományi Egyetemet. A Galamb József Szakközép- és Szakmunkásképző Iskola tanára volt. Az Erdei Ferenc Társaság titkára. 2010-ben nyugdíjba vonult.